# Alfred Schütze (Pfarrer)
Alfred Schütze (* 16. Juli 1903 in Berlin; † 14. November 1972 in Frankfurt am Main) war ein deutscher Pfarrer, Schriftsteller und Dichter.

## Leben und Werk
Alfred Schütze begeisterte sich trotz eines Studiums der Naturwissenschaften früh für philosophische und literarische Fragestellungen. 1925 trat er in das Priesterseminar der Christengemeinschaft in Stuttgart ein und wurde am 27. Februar 1927 in Elberfeld als Vikar zum Priester geweiht. Von dort wechselte er Ende der 1920er Jahre nach Stettin. 1934 übernahm er die Leitung der Gemeinde in Frankfurt am Main, die er bis 1972 innehatte.
In seiner schriftstellerischen Arbeit, die sich über einen Zeitraum von über 35 Jahren erstreckte, widmete sich Schütze hauptsächlich seelsorgerischen, theologischen und mythischen Themen. Bereits als Schüler hatte er die Weltliteratur und Klassiker der Philosophie gelesen. In diesem Kontext setzte sich Schütze auch ausführlicher mit der Persönlichkeit und den Werken von Dichtern wie Carl Ludwig Schleich, Rainer Maria Rilke oder Alfons Paquet auseinander. 1963 entstand ein eigener Band mit Gedichten unter dem Titel Alles ist Saat. Der Großteil seiner Werke erschien im Verlag Urachhaus in Stuttgart.
In Berlin heiratete Schütze die Stettiner Ärztin Ursula Höpner, die Ehe (ein gemeinsamer Sohn 1941 geboren) hielt bis zu ihrem Tod im Jahr 1966. Schütze verstarb im November 1972 im Alter von 69 Jahren in Frankfurt am Main.

## Schriften (Auswahl)
- Dreieinigkeit. Stuttgart : Verl. d. Christengemeinschaft, 1935.
- Mithras-Mysterien und Urchristentum. Stuttgart : Verl. Urachhaus, 1937.
- Das Doppelantlitz des Bösen. Stuttgart : Verl. Urachhaus, 1937.
- Rainer Maria Rilke. Stuttgart : Verl. Urachhaus, 1938.
- Vom Sinn des Schicksals. Stuttgart : Verl. Urachhaus, 1940.
- Tröstungen. Stuttgart : Verl. Urachhaus, 1941.
- Kultus und Gegenwartsbewusstsein. Stuttgart : Verl. Urachhaus, 1950.
- Das Rätsel des Bösen und die Erscheinung des Antichrist. Stuttgart : Verl-Urachhaus, 1951.
- Vom Wesen der Trinität. Stuttgart : Verl. Urachhaus, 1954.
- Mithras-Mysterien und das Urchristentum. Stuttgart : Verl. Urachhaus, 1960.
- Alles ist Saat. (Lyrik) Stuttgart : Verl. Urachhaus Verl., 1963.
- Zugang zum Christentum. Stuttgart : Verl. Urachhaus, 1964.
- Die Kategorien des Aristoteles und der Logos. Stuttgart : Verlag Urachhaus, 1972.